# Per Daniel Holm
Per Daniel Holm, född 11 september 1835 i Malingsbo, Dalarna, död 7 augusti 1903 i Stockholm, var en svensk målare, tecknare, grafiker och konservator. Han var son till kyrkoherden i Järnboås Alexander Holm och Christina Elisabeth Askergren samt gift med Ildegard Josefina Stål.

## Biografi
Per Daniel Holm genomgick Teknologiska institutet 1852–1855 där han utexaminerades som maskin och byggnadsingenjör. Han var 1856 maskinritare vid Köping-Hults Järnväg och blev kort därefter ritare vid Vetenskapsakademiens zoologiska museum 1856–1862. Han var han elev vid Konstakademien 1858–1862, där han studerade landskapsmålning för Nils Andersson och Edvard Bergh. Under studieåren gjorde han studieresor i norra Sverige och Norge, bland annat fotvandrade han i trakterna av Kvikkjokk och Kamajokk som resulterade i ett 20-tal akvareller. Han erhöll 1862 den kungliga medaljen för en landskapsmålning från Lappland. 
Som Konstakademiens resestependiat vistades han 1864–1867 först i Sydtyskland där han studerade i München, Düsseldorf och Karlsruhe bland annat för Hans Gude. Även i Tyskland fotvandrade han och under en vandring söderut till Ober-Byern och Tyrolen hämtade han sin inspiration till målningen Utsikt av Ramsay i Ober-Byern och akvarellen Wimbachtshl. Efter tysklandstiden reste han vidare till Schweiz, Milano för att fortsätta till Paris där han vistades större delen av 1867. Under Paristiden deltog han i den svenska avdelningen vid Världsutställningen 1867
Holm han blev agré vid Konstakademien 1863 och kallades till ledamot 1871 och upprätthöll från 1873 den sjuklige Berghs professur i landskapsteckning och målning och var 1882–1901 samma professurs ordinarie innehavare. Han var dessutom anställd vid Nationalmuseum 1881–1901 som tavelkonservator där han efterträddes av sin elev Wilhelm Jaensson.

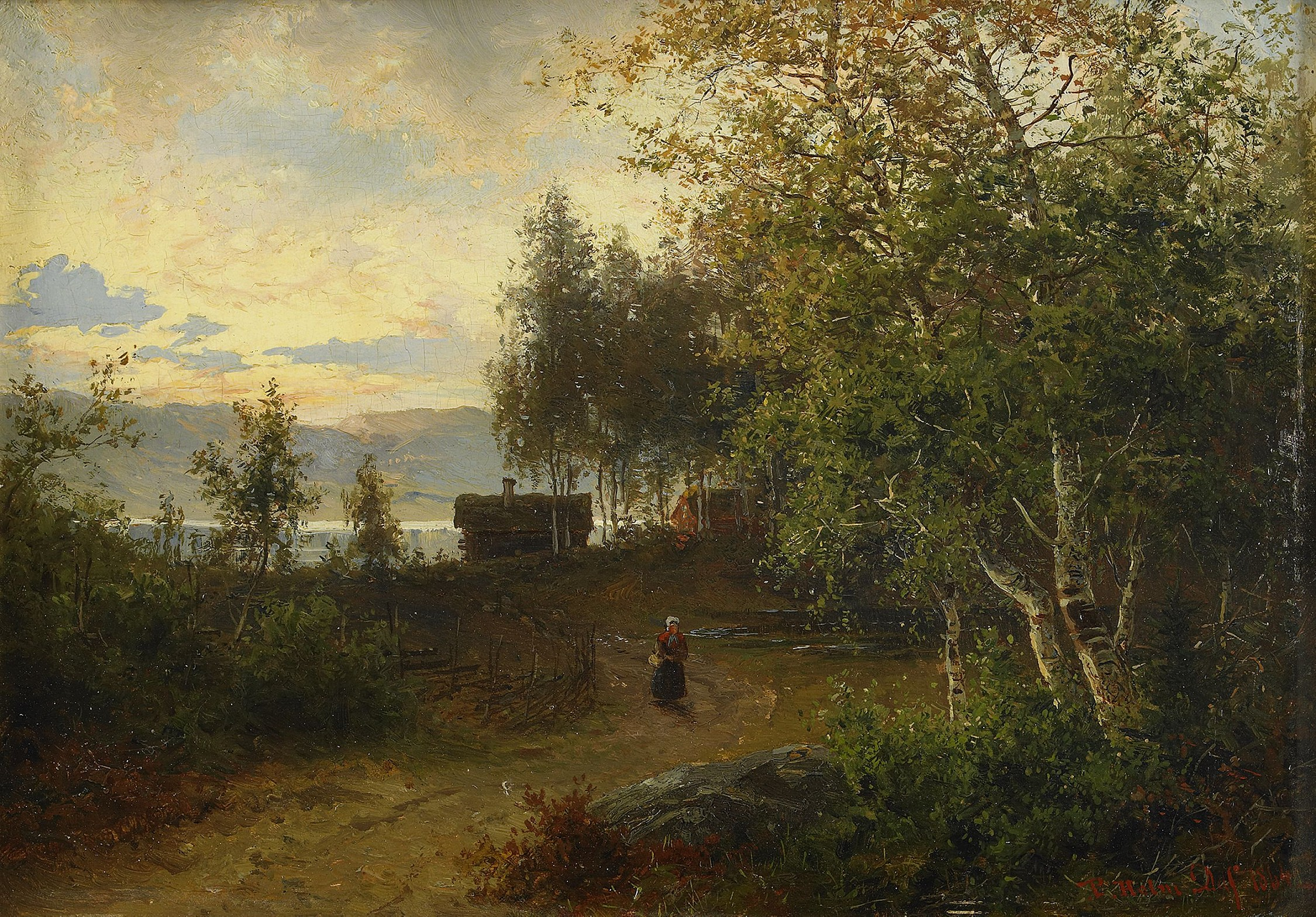
Norrländskt kustlandskap med kvinna på väg av Per Daniel Holm (1864).

Hans bästa område som målare var bergslagens natur, men även Norrland och Lappland har han skildrat med kärlek, lokaltrohet och skicklig pensel. Signaturen G-g N (Georg Nordensvan) i Nordisk familjebok ansåg att hans skisser och akvareller (flera i Nationalmuseum) hade mera friskhet och omedelbarhet än hans utarbetade målningar. Av hans målningar i olja äger staten Landskap från Kvickjock (1869, deponerat i Uppsala universitetshus), Utsikt i Nora bergslag (1869, deponerat i riksdagshuset) och Svenskt skogslandskap (1870, Nationalmuseum). Ett landskap ägs av Göteborgs konstmuseum, ett Tyrolerlandskap ägs av Konstnärsklubben. Som illustratör utförde han teckningar till färgtrycken i Carl Anton Petterssons Lappland (1864–1866), teckningar till Herman Hofberg Svenska folksägner  och Vårt land 1888  samt bilder till tidskriftspressen.
Han medverkade i flera utställningar arrangerade av Konstföreningen i Stockholm och Föreningen för nordisk konst, en minnesutställning med hans konst visades på Konstnärshuset 1903.
Förutom ett stort intresse i jakt var Holm samlare av antika ur och sällsynta böcker. Hans stora bibliotek innehöll flera rariteter med fransk illustrerad skönlitteratur från 1600- och 1700-talen, hela samlingen skingrades efter hans död. 

Holm finns representerad i Stadsmuseet i Stockholm, Nationalmuseum, Värmlands museum, Göteborgs konstmuseum och Norrköpings konstmuseum. Han är begravd på Norra begravningsplatsen utanför Stockholm.